# Île Glover
Pour les articles homonymes, voir Glover.
L’île Glover est une île lacustre située dans le Grand Lac à l'ouest de Terre-Neuve au Canada.
Sa superficie est de 178 km2. C'est la 18e plus grande île au monde situé dans un lac. Elle est de forme allongée, mesurant 24,2 miles de long sur 3,2 miles de large. Elle est située à 595 m d'altitude. Près du centre de l'île se trouve un lac de 1,3 mile de long, qui est un des plus grands lacs dans une île, elle-même située dans un lac dans une île.
Un projet d'exploration des richesses minérales de l'île a été lancé en 2011.